# Gotskalk
Gotskalk, Godescalcus av Ramsola, blev förordnad och invigd av ärkebiskop Libentius II till att efterträda Thurgot som biskop i Skara stift år 1030.
Gotskalk tillträdde aldrig sitt stift då han föredrog ett stilla klosterliv före att inneha biskopsämbete som innebar mycket arbete. Han sades vara en god och lärd man. Gotskalk sades ha dött såsom abbot i St Mikaels kloster i Lüneburg (nuvarande Tyskland).